# Unión de Cineastas de Azerbaiyán
La Unión de Cineastas de Azerbaiyán (en azerí: Azərbaycan Respublikası Kinematoqrafçılar İttifaqı) es la organización pública de cineastas de Azerbaiyán.

## Historia de la unión
La Unión de Cineastas de Azerbaiyán se ha establecido el 21 de junio de 2012 en Bakú. Shafiga Mammadova, Artista del Pueblo de la RSS de Azerbaiyán, es la presidenta de la unión.

## Premio nacional de cine
- 2012 – Yashar Nuri
- 2013 – Aladdin Abbasov
- 2014 – Rafiz Ismayilov
- 2015 – Mais Aghabeyov
- 2016 – Eldar Guliyev
- 2017 – Vagif Mustafayev
- 2018 – Oqtay Mirqasimov[3]